# برمسنیتس
برمسنیتس (به آلمانی: Bremsnitz) یک شهر در آلمان است که در زاله‌هلتسلاند واقع شده‌است. برمسنیتس ۱۳۶ نفر جمعیت دارد.